# 扎賓齊 (古西亞京區)
49°2′40″N 25°58′40″E / 49.04444°N 25.97778°E
扎賓齊（烏克蘭語：Жабинці）是位於烏克蘭西部特諾皮爾州裏喬爾特基夫區的村莊，處於尼奇拉瓦河畔，距離科秋賓齊2公里，面積2.24平方公里，2001年人口667。